# Bataille de Fuerte del Sombrero
Guerre d'indépendance du Mexique
La Bataille de Fuerte del Sombrero est une action militaire de la guerre d'indépendance du Mexique le 4 août 1817 et qui eut lieu à el Fuerte del Sombrero à 20 km de la ville de León, État de Guanajuato. Les insurgés commandés par le général Francisco Xavier Mina y défirent les forces royalistes du maréchal Pascual Linan (es) composées de 2 500 hommes et 14 canons. Pedro Moreno prit part à cette bataille. Linan subit de grandes pertes mais réussit à tenir le fort en état de siège.

## Source de la traduction
- (es) Cet article est partiellement ou en totalité issu de l’article de Wikipédia en espagnol intitulé « Batalla del Fuerte del Sombrero » (voir la liste des auteurs).